# Saison 1935-1936 de la Can-Am
Saison précédente
La saison 1935-1936 est la dixième et dernière saison de la Canadian-American Hockey League. Cinq franchises jouent chacune 47 ou 48 rencontres. Les Ramblers de Philadelphie remportent le Trophée Henri Fontaine en battant les Reds de Providence en 4 matches en séries éliminatoires.

## Saison régulière

### Contexte
Avant le début de la saison, les Castors de Québec déménagent à Springfield dans le Massachusetts, pour devenir les Indians de Springfield.

### Classement
| Clt   | Équipe                   | PJ | V  | D  | N | BP  | BC  | Pts |
| ----- | ------------------------ | -- | -- | -- | - | --- | --- | --- |
| +001, | Ramblers de Philadelphie | 48 | 27 | 18 | 3 | 151 | 106 | 57  |
| +002, | Reds de Providence       | 47 | 21 | 20 | 6 | 106 | 127 | 48  |
| +003, | Indians de Springfield   | 48 | 21 | 22 | 5 | 131 | 129 | 47  |
| +004, | Cubs de Boston           | 47 | 20 | 23 | 4 | 128 | 127 | 44  |
| +005, | Eagles de New Haven      | 48 | 19 | 25 | 4 | 122 | 149 | 42  |

- En gras : champion de la saison régulière
- En italique : qualifié pour les séries

## Séries éliminatoires
Trois équipes sont qualifiées pour les séries. Les Ramblers de Philadelphie, vainqueurs de la saison régulière, sont directement qualifiés pour la finale alors que les Reds de Providence et les Indians de Springfield s'affrontent en trois matchs pour désigner l'autre finaliste. Les Reds battent les Indians 2 matches à 1 puis perdent en finale contre les Ramblers en quatre rencontres,.

### Résultats
- Providence 2-1 Springfield
- Philadelphie 3-1 Providence